# Comportamiento sexual humano

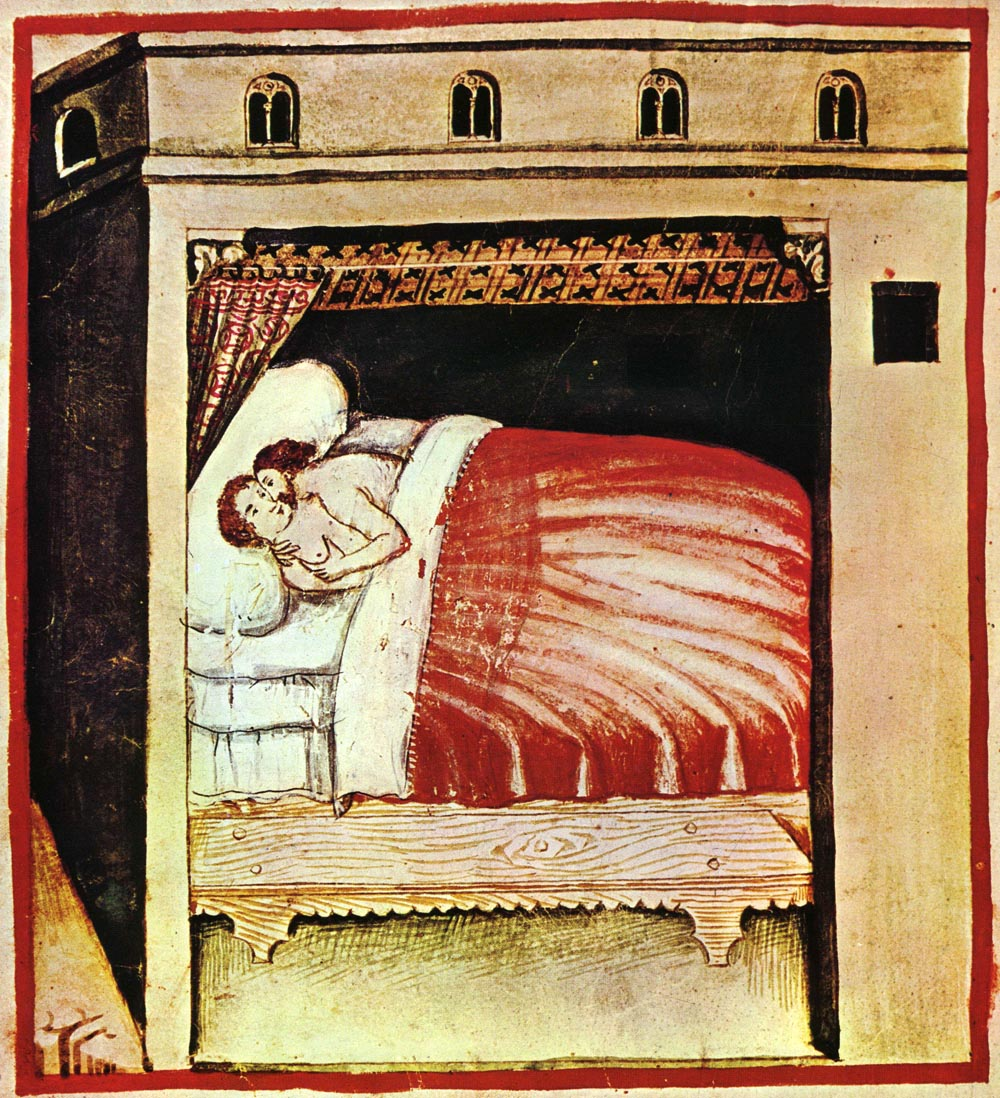
Coitus, sección en el libro Tacuinum sanitatis casanatensis (siglo XIV).

La actividad sexual humana, práctica sexual humana o comportamiento sexual en los humanos se refiere a la manera en que los seres humanos experimentan y expresan su sexualidad. Las personas participan en una variedad de actos sexuales, que van desde actividades que se hacen en soledad (p. ej., la masturbación) hasta actividades que se hacen con otra persona (p. ej., el coito, el sexo sin penetración, el sexo oral, etc.) en patrones cambiantes de frecuencia y por una amplia variedad de motivos. La actividad sexual da como resultado usualmente la excitación sexual y cambios fisiológicos en la persona excitada, algunos de los cuales son más pronunciados mientras que otros son más sutiles. La actividad sexual puede incluir también conductas y acciones que tienen como objetivo aumentar el interés sexual por parte de otra persona o su frecuencia de actividad sexual, como en el uso de estrategias para encontrar o atraer parejas (comportamientos de cortejo y exhibición) o interacciones personales entre individuos (p. ej., el juego previo o el BDSM). Tras la excitación sexual puede seguir actividad sexual.
La actividad sexual humana tiene aspectos sociológicos, cognitivos, emocionales, conductuales y biológicos (p. ej., la formación de vínculos emocionales, compartir emociones, el interés sexual) y puede realizarse con el propósito de la reproducción biológica, trascendencia espiritual, para expresar afecto o por placer y entretenimiento (conocido en este contexto como "gratificación sexual"). El deseo por el sexo y el coito es una de las motivaciones del comportamiento humano. Todas las especies animales que tienen reproducción sexual, y todas las culturas humanas, tienen una serie de conductas que se dividen en: cortejo, intimidad y actividad sexual.
En algunas culturas, la actividad sexual se considera aceptable solo dentro del matrimonio, y el sexo premarital y extramarital son tabú. Algunas actividades sexuales son ilegales bien universalmente o bien en algunos países o regiones (p. ej., la agresión sexual o la actividad sexual con una persona que no ha alcanzado la edad de consentimiento sexual), y otras son consideradas contrarias a las normas de ciertas sociedades o culturas (p. ej., el sexo homosexual).

## Definición
El comportamiento sexual en general se refiere a todas las actividades reproductivas entre animales, empezando por el cortejo, conduciendo a la selección de una pareja y culminando en la cópula. En el caso humano, sin embargo, el término adquiere un sentido mucho más amplio que incluye no solo aspectos reproductivos sino también actitudes, experiencias, deseos, preferencias y varios fenómenos psicológicos y sociales relacionados, entre los que se incluyen cualquier acto relacionado no solo con la reproducción sinto también con la obtención de placer sin concepción (es decir, la excitación sexual). Tales actos son moldeados por la cultura y en mayor grado por la experiencia y observación individuales, y pueden llevarse a cabo con una pareja (como en los casos del juego previo o el juego de roles) o en soledad (como en el caso de las fantasías y la masturbación). Además, comportamientos sexuales no reproductivos como el sexo telefónico o ver películas eróticas no implican necesariamente que haya siquiera estimulación corporal directa.
El comportamiento sexual humano incluye (aunque no se limita) al comportamiento que desarrollan los seres humanos para buscar compañeros sexuales, obtener la aprobación de posibles parejas, formar relaciones, mostrar deseo sexual y el coito.
Este comportamiento se estudia en dos grandes áreas: la antropología (las prácticas de diversas culturas) y la informativa (conocimientos que pueden ser útiles a los individuos que pueden involucrarse en este tipo de comportamientos, o que consideran la posibilidad de llevar a cabo una actividad sexual).
El comportamiento sexual humano es una expresión muy amplia. Se refiere tanto a comportamientos usuales como a los menos frecuentes, e incluye toda una serie de comportamientos sexuales desde las relaciones matrimoniales hasta el abuso sexual. Aunque en muchos casos el comportamiento sexual se dirige o se lleva a cabo dentro de una relación, no es un elemento imprescindible (asexualidad), y hay muchos comportamientos sexuales fuera de una relación interpersonal.

## Tipos

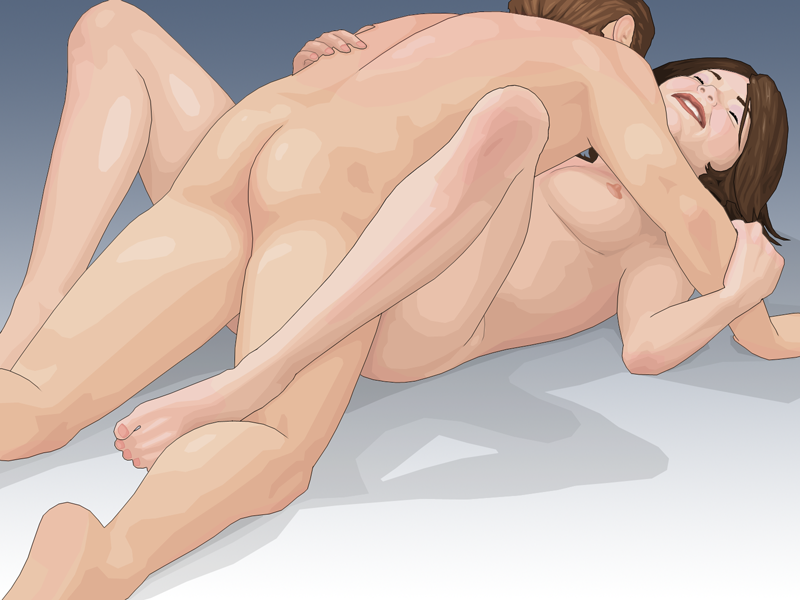
Una pareja en la posición sexual misionera.

La actividad sexual puede clasificarse de varias maneras. Las prácticas pueden ir precedidas de juegos preliminares o consistir solamente en ellos. Actos en los que participa una sola persona (también llamados autoerotismo) pueden incluir fantasías sexuales o masturbación. Cuando participan dos o más personas, pueden practicar sexo vaginal, sexo anal, sexo oral o masturbación mutua. El sexo con penetración entre dos personas puede describirse como coito, pero las definiciones varían. Si hay más de dos participantes en un acto sexual, puede denominarse sexo en grupo. La actividad sexual autoerótica puede implicar el uso de consoladores, vibradores, butt plugs y otros juguetes sexuales, aunque estos dispositivos también pueden utilizarse con una pareja.
La actividad sexual puede también clasificarse según el género y la orientación sexual de los participantes, así como por la relación entre los mismos. Las relaciones pueden ser de matrimonio, de pareja no casada (p. ej., noviazgo), de sexo ocasional o anónimas. La actividad sexual puede considerarse como convencional o como alternativa, implicando, por ejemplo, actividades de fetichismo o BDSM.
La actividad sexual consentida es aquella en la que ambos o todos los participantes están de acuerdo en tomar parte y han alcanzado la edad en la que pueden dar su consentimiento. Si la actividad sexual tiene lugar bajo fuerza o coacción, se considera violación u otra forma de agresión sexual. En diferentes culturas y países, diversas actividades sexuales pueden ser lícitas o ilícitas en relación con la edad, el sexo, el estado civil u otros factores de los participantes, o bien contrarias a las normas sociales o a la moral sexual generalmente aceptada.